# Monasteri soppressi da Enrico VIII d'Inghilterra
Questo è l'elenco dei monasteri che vennero soppressi da re Enrico VIII d'Inghilterra nell'ambito della dissoluzione dei monasteri. L'elenco non è affatto esaustivo, dal momento che prima della Riforma esistevano oltre 800 case religiose e praticamente ogni città, di qualsiasi dimensione, aveva almeno un'abbazia, un priorato o un convento maschile o femminile. Erano molto diffuse piccole fraternità di monaci, monache, canonici o frati.
| Immagine | Nome                                               | Località                                  | Contea                   | Ordine religioso                                 | Anno di soppressione |
| -------- | -------------------------------------------------- | ----------------------------------------- | ------------------------ | ------------------------------------------------ | -------------------- |
|          | Abbazia di Abbotsbury                              | Abbotsbury                                | Dorset                   | Ordine di San Benedetto                          | 1538                 |
|          | Priorato di Abergavenny                            | Abergavenny                               | Monmouthshire            | Ordine di San Benedetto                          | 1536                 |
|          | Abbazia di Abingdon                                | Abingdon                                  | Oxfordshire              | Ordine di San Benedetto                          | 1538                 |
|          | Abbazia di Alnwick                                 | Alnwick                                   | Northumberland           | Canonici regolari premostratensi                 | 1539                 |
|          | Priorato di Amesbury                               | Amesbury                                  | Wiltshire                | Ordine di Fontevrault                            | 1539                 |
|          | Priorato di Ankerwycke                             | Wraysbury                                 | Berkshire                | Ordine di San Benedetto                          | 1536                 |
|          | Priorato di Ashridge                               | Little Gaddesden                          | Hertfordshire            | Canonici regolari                                | 1539                 |
|          | Convento agostiniano di Newcastle upon Tyne        | Newcastle upon Tyne                       | Tyne and Wear            | Ordine di Sant'Agostino                          | 1539                 |
|          | Priorato di Aylesford                              | Aylesford                                 | Kent                     | Ordine carmelitano                               | 1538                 |
|          | Abbazia di Bardney                                 | Bardney                                   | Lincolnshire             | Ordine di San Benedetto                          | 1538                 |
|          | Abbazia di Bardsey                                 | Aberdaron                                 | Gwynedd                  | Canonici regolari                                | 1537                 |
|          | Abbazia di Barking                                 | Barking, Londra                           | Greater London           | Ordine di San Benedetto                          | 1539                 |
|          | Abbazia di Barlings                                | Barlings                                  | Lincolnshire             | Canonici regolari premostratensi                 | 1537                 |
|          | Priorato di Barnstaple                             | Barnstaple                                | Devon                    | Ordine di San Benedetto                          | 1536                 |
|          | Priorato di Barnwell                               | Barnwell                                  | Cambridgeshire           | Ordine di Sant'Agostino                          | 1538                 |
|          | Abbazia di Basingwerk                              | Holywell                                  | Flintshire               | Ordine cistercense                               | 1536                 |
|          | Abbazia di Bath                                    | Bath                                      | Somerset                 | Ordine di San Benedetto                          | 1539                 |
|          | Abbazia di Battle                                  | Battle                                    | East Sussex              | Ordine di San Benedetto                          | 1538                 |
|          | Abbazia di Beauchief                               | Sheffield                                 | South Yorkshire          | Canonici regolari premostratensi                 | 1537                 |
|          | Priorato di Beauvale                               | Hucknall                                  | Nottinghamshire          | Ordine certosino                                 | 1539                 |
|          | Abbazia di Beaulieu                                | Beaulieu                                  | Hampshire                | Ordine cistercense                               | 1538                 |
|          | Priorato di Beddgelert                             | Beddgelert                                | Gwynedd                  | Ordine di Sant'Agostino                          | 1538                 |
|          | Abbazia di Beeleigh                                | Maldon                                    | Essex                    | Canonici regolari premostratensi                 | 1540                 |
|          | Priorato di Belvoir                                | Belvoir                                   | Leicestershire           | Ordine di San Benedetto                          | 1539                 |
|          | Priorato di Bentley                                | Harrow, Londra                            | Greater London           | Canonici regolari                                | 1536                 |
|          | Abbazia di Bermondsey                              | Bermondsey, Londra                        | Greater London           | Ordine di San Benedetto                          | 1538                 |
|          | Convento di Beverley                               | Beverley                                  | East Yorkshire           | Ordine di San Domenico                           | 1539                 |
|          | Abbazia di Biddlesden                              | Biddlesden                                | Buckinghamshire          | Ordine cistercense                               | 1538                 |
|          | Priorato di Bilsington                             | Bilsington                                | Kent                     | Ordine di Sant'Agostino                          | 1536                 |
|          | Priorato di Binham                                 | Binham                                    | Norfolk                  | Ordine di San Benedetto                          | 1539                 |
|          | Abbazia di Bisham                                  | Bisham                                    | Berkshire                | Ordine di Sant'Agostino                          | 1538                 |
|          | Priorato dei frati neri di Cambridge               | Cambridge                                 | Cambridgeshire           | Ordine domenicano                                | 1538                 |
|          | Convento dei frati neri di Derby                   | Derby                                     | Derbyshire               | Ordine domenicano                                | 1539                 |
|          | Convento dei frati neri di Gloucester              | Gloucester                                | Gloucestershire          | Ordine domenicano                                | 1539                 |
|          | Convento dei frati neri di Guilford                | Guilford                                  | Surrey                   | Ordine domenicano                                | 1538                 |
|          | Priorato dei frati neri di Ipswich                 | Ipswich                                   | Suffolk                  | Ordine domenicano                                | 1538                 |
|          | Convento dei frati neri di Leicester               | Leicester                                 | Leicestershire           | Ordine domenicano                                | 1538                 |
|          | Priorato dei frati neri di Londra                  | Londra                                    | Greater London           | Ordine domenicano                                | 1538                 |
|          | Convento dei frati neri di Newcastle               | Newcastle upon Tyne                       | Tyne and Wear            | Ordine domenicano                                | 1536                 |
|          | Convento dei frati neri di Oxford                  | Oxford                                    | Oxfordshire              | Ordine domenicano                                | 1538                 |
|          | Priorato di Blyth                                  | Blyth                                     | Nottinghamshire          | Ordine di San Benedetto                          | 1536                 |
|          | Priorato di Bodmin                                 | Bodmin                                    | Cornovaglia              | Ordine di Sant'Agostino                          | 1539                 |
|          | Abbazia di Bolton                                  | Bolton Abbey                              | North Yorkshire          | Ordine di Sant'Agostino                          | 1540                 |
|          | Abbazia di Bordesley                               | Redditch                                  | Worcestershire           | Ordine cistercense                               | 1538                 |
|          | Abbazia di Bourne                                  | Bourne                                    | Lincolnshire             | Ordine arrouaisiano                              | 1536                 |
|          | Priorato di Boxgrove                               | Boxgrove                                  | West Sussex              | Ordine di San Benedetto                          | 1536                 |
|          | Abbazia di Boxley                                  | Boxley                                    | Kent                     | Ordine cistercense                               | 1537                 |
|          | Priorato di Bradenstoke                            | Bradenstoke                               | Wiltshire                | Ordine di Sant'Agostino                          | 1539                 |
|          | Priorato di Bradley                                | Bradley                                   | Leicestershire           | Ordine di Sant'Agostino                          | 1536                 |
|          | Priorato di Breadsall                              | Breadsall                                 | Derbyshire               | Canonici regolari                                | 1536                 |
|          | Priorato di Breedon                                | Breedon on the Hill                       | Leicestershire           | Canonici regolari                                | 1539                 |
|          | Priorato delle Mantellate Nere                     | Brewood                                   | Staffordshire            | Ordine di San Benedetto                          | 1538                 |
|          | Priorato delle Mantellate Bianche                  | Brewood                                   | Staffordshire            | Canonichesse regolari agostiniane                | 1538                 |
|          | Priorato di Bridlington                            | Bridlington                               | East Riding of Yorkshire | Canonici regolari                                | 1538                 |
|          | Priorato di Brinkburn                              | Brinkburn                                 | Northumberland           | Ordine di Sant'Agostino                          | 1536                 |
|          | Priorato di Bromholm                               | Bacton                                    | Norfolk                  | Ordine di San Benedetto                          | 1536                 |
|          | Priorato di Brooke                                 | Brooke                                    | Rutland                  | Canonici regolari                                | 1535/6               |
|          | Abbazia di Bruern                                  | Burford                                   | Oxfordshire              | Ordine cistercense                               | 1536                 |
|          | Abbazia di Bruton                                  | Bruton                                    | Somerset                 | Canonici regolari agostiniani                    | 1539                 |
|          | Abbazia di Buckfast                                | Buckfastleigh                             | Devon                    | Ordine cistercense                               | 1539                 |
|          | Abbazia di Buckland                                | Buckland Monachorum                       | Devon                    | Ordine cistercense                               | 1539                 |
|          | Abbazia di Buildwas                                | Buildwas                                  | Shropshire               | Ordine cistercense                               | 1536                 |
|          | Priorato di Bungay                                 | Bungay                                    | Suffolk                  | Ordine di San Benedetto                          | 1536                 |
|          | Priorato di Burford                                | Burford                                   | Oxfordshire              | Ordine di Sant'Agostino                          | 1538                 |
|          | Abbazia di Burnham                                 | Burnham                                   | Buckinghamshire          | Canonichesse regolari agostiniane                | 1539                 |
|          | Convento di Burnham Norton                         | Burnham Market                            | Norfolk                  | Ordine carmelitano                               | 1538                 |
|          | Priorato di Burscough                              | Burscough                                 | Lancashire               | Ordine di Sant'Agostino                          | 1536                 |
|          | Abbazia di Burton                                  | Burton upon Trent                         | Staffordshire            | Ordine di San Benedetto                          | 1539                 |
|          | Abbazia di Bury St Edmunds                         | Bury St Edmunds                           | Suffolk                  | Ordine di San Benedetto                          | 1539                 |
|          | Priorato di Butley                                 | Butley                                    | Suffolk                  | Ordine di San Benedetto                          | 1538                 |
|          | Abbazia di Byland                                  | Byland with Wass                          | North Yorkshire          | Ordine cistercense                               | 1538                 |
|          | Abbazia di Calder                                  | Calderbridge                              | Cumbria                  | Ordine cistercense                               | 1536                 |
|          | Priorato di Calke                                  | Calke                                     | Derbyshire               | Ordine di Sant'Agostino                          | 1538                 |
|          | Priorato dei canonici di Ashby                     | Canons Ashby                              | Northamptonshire         | Canonici regolari                                | 1536                 |
|          | Abbazia di Canonsleigh                             | Burlescombe                               | Devon                    | Ordine di Sant'Agostino                          | 1539                 |
|          | Priorato di Cardigan                               | Cardigan                                  | Ceredigion               | Ordine di San Benedetto                          | 1538                 |
|          | Priorato di Carlisle                               | Carlisle                                  | Cumbria                  | Ordine di Sant'Agostino                          | 1540                 |
|          | Convento di Carmarthen                             | Carmarthen                                | Carmarthenshire          | Ordine francescano                               | 1538                 |
|          | Priorato di Carmarthen                             | Carmarthen                                | Carmarthenshire          | Canonici regolari                                | 1536                 |
|          | Convento carmelitano di King's Lynn                | King's Lynn                               | Norfolk                  | Ordine carmelitano                               | 1538                 |
|          | Priorato di Cartmel                                | Lower Allithwaite                         | Cumbria                  | Canonici regolari                                | 1536                 |
|          | Priorato di Castle Acre                            | Castle Acre                               | Norfolk                  | Ordine cluniacense                               | 1537                 |
|          | Abbazia di Cerne                                   | Cerne Abbas                               | Dorset                   | Ordine di San Benedetto                          | 1539                 |
|          | Certosa di Hull                                    | Kingston upon Hull                        | East Yorkshire           | Ordine certosino                                 | 1538                 |
|          | Certosa di Londra                                  | Londra                                    | Greater London           | Ordine certosino                                 | 1537                 |
|          | Abbazia di Chatteris                               | Chatteris                                 | Cambridgeshire           | Ordine di San Benedetto                          | 1538                 |
|          | Priorato di Chepstow                               | Chepstow                                  | Monmouthshire            | Ordine di San Benedetto                          | 1536                 |
|          | Abbazia di Chertsey                                | Chertsey                                  | Surrey                   | Ordine di San Benedetto                          | 1537                 |
|          | Priorato di Chicksands                             | Chicksands                                | Bedfordshire             | Ordine gilbertino                                | 1538                 |
|          | Abbazia di Christ Church                           | Canterbury                                | Kent                     | Ordine di San Benedetto                          | 1539                 |
|          | Priorato di Christchurch                           | Christchurch                              | Dorset                   | Ordine di Sant'Agostino                          | 1539                 |
|          | Abbazia di Cirencester                             | Cirencester                               | Gloucestershire          | Ordine di Sant'Agostino                          | 1539                 |
|          | Priorato di Clare                                  | Clare                                     | Suffolk                  | Ordine di Sant'Agostino                          | 1538                 |
|          | Abbazia di Cleeve                                  | Old Cleeve                                | Somerset                 | Ordine cistercense                               | 1536                 |
|          | Priorato di Clerkenwell                            | Clerkenwell, Londra                       | Greater London           | Cavalieri Ospitalieri                            | 1539                 |
|          | Convento di Santa Maria di Clerkenwell             | Clerkenwell, Londra                       | Greater London           | Ordine di Sant'Agostino                          | 1539                 |
|          | Abbazia di Coggeshall                              | Coggeshall                                | Essex                    | Ordine cistercense                               | 1538                 |
|          | Abbazia di Colchester                              | Colchester                                | Essex                    | Ordine di San Benedetto                          | 1539                 |
|          | Abbazia di Combermere                              | Dodcott cum Wilkesley                     | Cheshire                 | Ordine cistercense                               | 1538                 |
|          | Abbazia di Coombe                                  | Combe Fields                              | Warwickshire             | Ordine cistercense                               | 1539                 |
|          | Abbazia di Cornworthy                              | Cornworthy                                | Devon                    | Ordine di Sant'Agostino                          | 1536                 |
|          | Convento dei frati bianchi di Coventry             | Coventry                                  | West Midlands            | Ordine carmelitano                               | 1538                 |
|          | Abbazia di Coverham                                | Swainby                                   | North Yorkshire          | Canonici regolari premostratensi                 | 1536                 |
|          | Priorato di Cranborne                              | Cranborne                                 | Dorset                   | Ordine di San Benedetto                          | 1540                 |
|          | Abbazia di Croyland                                | Crowland                                  | Lincolnshire             | Ordine di San Benedetto                          | 1539                 |
|          | Abbazia di Croxden                                 | Croxden                                   | Staffordshire            | Ordine cistercense                               | 1538                 |
|          | Abbazia di Croxton                                 | Croxton Kerrial                           | Leicestershire           | Canonici regolari premostratensi                 | 1538                 |
|          | Abbazia di Cymer                                   | Llanelltyd                                | Gwynedd                  | Ordine cistercense                               | 1537                 |
|          | Abbazia di Cwmhir                                  | Llandrindod Wells                         | Powys                    | Ordine cistercense                               | 1536                 |
|          | Precettorato di Dalby e Heather                    | Old Dalby                                 | Leicestershire           | Cavalieri ospitalieri                            | 1538                 |
|          | Abbazia di Dale                                    | Dale Abbey                                | Derbyshire               | Canonici regolari premostratensi                 | 1538                 |
|          | Abbazia di Darley                                  | Darley Abbey                              | Derbyshire               | Canonici regolari                                | 1538                 |
|          | Priorato di Dartford                               | Dartford                                  | Kent                     | Monache domenicane                               | 1538                 |
|          | Priorato di Deerhurst                              | Deerhurst                                 | Gloucestershire          | Ordine di San Benedetto                          | 1540                 |
|          | Abbazia di Delapré                                 | Northampton                               | Northamptonshire         | Ordine cluniacense femminile                     | 1538                 |
|          | Convento di Denbigh                                | Denbigh                                   | Clwyd                    | Ordine carmelitano                               | 1538                 |
|          | Abbazia di Denny                                   | Waterbeach                                | Cambridgeshire           | Ordine di Santa Chiara                           | 1536                 |
|          | Abbazia di Dieulacres                              | Abbey Green                               | Staffordshire            | Ordine cistercense                               | 1538                 |
|          | Abbazia di Dorchester                              | Dorchester on Thames                      | Oxfordshire              | Ordine di Sant'Agostino                          | 1536                 |
|          | Abbazia di Dore                                    | Abbey Dore                                | Herefordshire            | Ordine cistercense                               | 1536                 |
|          | Priorato di Dover                                  | Dover                                     | Kent                     | Ordine di San Benedetto                          | 1538                 |
|          | Priorato di Dudley                                 | Dudley                                    | West Midlands            | Ordine cluniacense                               | 1539                 |
|          | Priorato di Dunstable                              | Dunstable                                 | Bedfordshire             | Ordine di Sant'Agostino                          | 1540                 |
|          | Priorato di Dunster                                | Dunster                                   | Somerset                 | Ordine di San Benedetto                          | 1539                 |
|          | Abbazia di Durham                                  | Durham                                    | Durham                   | Ordine di San Benedetto                          | 1540                 |
|          | Abbazia di Easby                                   | Easby                                     | North Yorkshire          | Canonici regolari premostratensi                 | 1537                 |
|          | Priorato di Easebourne                             | Easebourne                                | West Sussex              | Ordine di San Benedetto                          | 1536                 |
|          | Abbazia di Eastminster                             | Londra                                    | Greater London           | Ordine cistercense                               | 1538                 |
|          | Priorato di Edington                               | Westbury                                  | Wiltshire                | Canonici regolari                                | 1539                 |
|          | Abbazia di Egglestone                              | Barnard Castle                            | County Durham            | Canonici regolari premostratensi                 | 1540                 |
|          | Abbazia di Ely                                     | Ely                                       | Cambridgeshire           | Ordine di San Benedetto                          | 1539                 |
|          | Abbazia di Elstow                                  | Elstow                                    | Bedfordshire             | Ordine di San Benedetto                          | 1539                 |
|          | Abbazia di Evesham                                 | Evesham                                   | Worcestershire           | Ordine di San Benedetto                          | 1540                 |
|          | Priorato di Ewenny                                 | Ewenny                                    | Vale of Glamorgan        | Ordine di San Benedetto                          | 1536                 |
|          | Priorato di Eye                                    | Eye                                       | Suffolk                  | Ordine di San Benedetto                          | 1537                 |
|          | Abbazia di Eynsham                                 | Eynsham                                   | Oxfordshire              | Ordine di San Benedetto                          | 1538                 |
|          | Abbazia di Faversham                               | Faversham                                 | Kent                     | Ordine di San Benedetto                          | 1538                 |
|          | Priorato di Felley                                 | Felley                                    | Nottinghamshire          | Ordine di Sant'Agostino                          | 1536                 |
|          | Abbazia di Finchale                                | Durham                                    | Durham                   | Ordine di San Benedetto                          | 1535                 |
|          | Abbazia di Flaxley                                 | Flaxley                                   | Gloucestershire          | Ordine cistercense                               | 1536                 |
|          | Priorato di Folkestone                             | Folkestone                                | Kent                     | Ordine di San Benedetto                          | 1535                 |
|          | Abbazia di Forde                                   | Thorncombe                                | Dorset                   | Ordine cistercense                               | 1539                 |
|          | Abbazia di Fountains                               | Lindrick with Studley Royal and Fountains | North Yorkshire          | Ordine cistercense                               | 1539                 |
|          | Priorato di Frithelstock                           | Frithelstock                              | Devon                    | Ordine di Sant'Agostino                          | 1536                 |
|          | Abbazia di Furness                                 | Barrow in Furness                         | Cumbria                  | Ordine cistercense                               | 1537                 |
|          | Abbazia di Garendon                                | Shepshed                                  | Leicestershire           | Ordine cistercense                               | 1536                 |
|          | Priorato di Gisborough                             | Guisborough                               | North Yorkshire          | Ordine di Sant'Agostino                          | 1540                 |
|          | Abbazia di Glastonbury                             | Glastonbury                               | Somerset                 | Ordine di San Benedetto                          | 1539                 |
|          | Abbazia di Godstow                                 | Godstow                                   | Oxforshire               | Ordine di San Benedetto                          | 1539                 |
|          | Priorato di Grace Dieu                             | Thringstone                               | Leicestershire           | Ordine di Sant'Agostino                          | 1538                 |
|          | Convento dei frati grigi di Coventry               | Coventry                                  | West Midlands            | Ordine francescano                               | 1538                 |
|          | Convento dei frati grigi di Dunwich                | Dunwich                                   | Suffolk                  | Ordine francescano                               | 1538                 |
|          | Convento dei frati grigi di Gloucester             | Gloucester                                | Gloucestershire          | Ordine francescano                               | 1539                 |
|          | Convento dei frati grigi di King's Lynn            | King's Lynn                               | Norfolk                  | Ordine francescano                               | 1538                 |
|          | Convento dei frati grigi di Leicester              | Leicester                                 | Leicestershire           | Ordine francescano                               | 1538                 |
|          | Convento dei frati grigi di Lincoln                | Lincoln                                   | Lincolnshire             | Ordine francescano                               | 1538                 |
|          | Convento dei frati grigi di Londra                 | Londra                                    | Greater London           | Ordine francescano                               | 1538                 |
|          | Convento dei frati grigi di Oxford                 | Oxford                                    | Oxfordshire              | Ordine francescano                               | 1538                 |
|          | Priorato maggiore di Malvern                       | Malvern                                   | Worcestershire           | Ordine di San Benedetto                          | 1539                 |
|          | Priorato di Gresley                                | Church Gresley                            | Derbyshire               | Ordine di Sant'Agostino                          | 1536                 |
|          | Abbazia di Hailes                                  | Stanway                                   | Gloucestershire          | Ordine cistercense                               | 1539                 |
|          | Abbazia di Halesowen                               | Halesowen                                 | West Midlands            | Canonici regolari premostratensi                 | 1538                 |
|          | Priorato di Haltemprice                            | Willerby                                  | East Riding of Yorkshire | Ordine di Sant'Agostino                          | 1536                 |
|          | Abbazia di Hartland                                | Hartland                                  | Devon                    | Ordine di Sant'Agostino                          | 1539                 |
|          | Abbazia di Haughmond                               | Uffington                                 | Shropshire               | Ordine di Sant'Agostino                          | 1539                 |
|          | Priorato di Haverholme                             | Ewerby e Evedon                           | Lincolnshire             | Ordine cistercense                               | 1539                 |
|          | Abbazia di Hexham                                  | Hexham                                    | Northumberland           | Ordine di San Benedetto                          | 1537                 |
|          | Priorato di Hinton                                 | Hinton Charterhouse                       | Somerset                 | Ordine certosino                                 | 1539                 |
|          | Priorato della Santa Trinità in Aldgate            | Aldgate, Londra                           | Greater London           | Ordine di Sant'Agostino                          | 1532                 |
|          | Prioriato della Santa Trinità                      | Norwich                                   | Norfolk                  | Ordine di San Benedetto                          | 1539                 |
|          | Prioriato di Holywell                              | Shoreditch, Londra                        | Greater London           | Ordine di Sant'Agostino                          | 1539                 |
|          | Abbazia di Holmcultram                             | Abbeytown                                 | Cumbria                  | Ordine cistercense                               | 1538                 |
|          | Priorato di Horsham St. Faith                      | Horsham St Faith                          | Norfolk                  | Ordine di San Benedetto                          | 1536                 |
|          | Priorato di Horton                                 | Monks Horton                              | Kent                     | Congregazione cluniacense                        | 1536                 |
|          | Abbazia di Hulton                                  | Abbey Hulton                              | Staffordshire            | Ordine cistercense                               | 1538                 |
|          | Priorato di Hurley                                 | Hurley                                    | Berkshire                | Ordine di San Benedetto                          | 1536                 |
|          | Abbazia di Hyde                                    | Winchester                                | Hampshire                | Ordine di San Benedetto                          | 1539                 |
|          | Priorato di Ixworth                                | Ixworth                                   | Suffolk                  | Ordine di Sant'Agostino                          | 1537                 |
|          | Priorato di Jarrow                                 | Jarrow                                    | Tyne and Wear            | Ordine di San Benedetto                          | 1536                 |
|          | Abbazia di Jervaulx                                | East Witton                               | North Yorkshire          | Ordine cistercense                               | 1537                 |
|          | Abbazia di Keynsham                                | Keynsham                                  | Somerset                 | Ordine di Sant'Agostino                          | 1539                 |
|          | Priorato di Kidwelly                               | Kidwelly                                  | Carmarthenshire          | Ordine di San Benedetto                          | 1539                 |
|          | Priorato di Kilburn                                | Kilburn, Londra                           | Greater London           | Ordine di Sant'Agostino                          | 1537                 |
|          | Priorato di King's Langley                         | Kings Langley                             | Hertfordshire            | Ordine domenicano                                | 1538                 |
|          | Convento dei frati di Austin di King's Lynn        | King's Lynn                               | Norfolk                  | Ordine di Sant'Agostino                          | 1538                 |
|          | Priorato di King's Mead                            | Derby                                     | Derbyshire               | Ordine di San Benedetto                          | 1536                 |
|          | Abbazia di Kingswood                               | Kingswood                                 | Gloucestershire          | Ordine cistercense                               | 1538                 |
|          | Priorato di Kington St. Michael                    | Kington St. Michael                       | Wiltshire                | Ordine di San Benedetto                          | 1536                 |
|          | Priorato di Kirby Bellars                          | Kirby Bellars                             | Leicestershire           | Canonici regolari                                | 1536                 |
|          | Priorato di Kirkham                                | Kirkham                                   | North Yorkshire          | Ordine di Sant'Agostino                          | 1539                 |
|          | Priorato di Kirklees                               | Clifton                                   | West Yorkshire           | Ordine cistercense femminile                     | 1539                 |
|          | Abbazia di Kirkstall                               | Leeds                                     | West Yorkshire           | Ordine cistercense                               | 1539                 |
|          | Abbazia di Kirkstead                               | Kirkstead                                 | Lincolnshire             | Ordine cistercense                               | 1537                 |
|          | Priorato di Kyme                                   | South Kyme                                | Lincolnshire             | Ordine di Sant'Agostino                          | 1539                 |
|          | Abbazia di Lacock                                  | Lacock                                    | Wiltshire                | Ordine di Sant'Agostino                          | 1539                 |
|          | Priorato di Lancaster                              | Lancaster                                 | Lancashire               | Ordine di San Benedetto                          | 1539                 |
|          | Priorato di Lanercost                              | Burtholme                                 | Cumbria                  | Ordine di Sant'Agostino                          | 1538                 |
|          | Abbazia di Langdon                                 | Dover                                     | Kent                     | Canonici regolari premostratensi                 | 1535                 |
|          | Priorato di Langley                                | Diseworth                                 | Leicestershire           | Ordine di San Benedetto                          | 1536                 |
|          | Priorato di Launde                                 | Oakham                                    | Leicestershire           | Canonici regolari                                | 1539                 |
|          | Abbazia di Leicester                               | Leicester                                 | Leicestershire           | Canonici regolari                                | 1538                 |
|          | Convento di Leicester                              | Leicester                                 | Leicestershire           | Frati di Austin                                  | 1538                 |
|          | Abbazia di Leiston                                 | Leiston                                   | Suffolk                  | Canonici regolari premostratensi                 | 1536                 |
|          | Priorato di Lenton                                 | Lenton                                    | Nottinghamshire          | Ordine cluniacense                               | 1538                 |
|          | Priorato di Leominster                             | Leominster                                | Herefordshire            | Ordine di San Benedetto                          | 1539                 |
|          | Priorato di Leonard Stanley                        | Leonard Stanley                           | Gloucestershire          | Ordine di San Benedetto                          | 1538                 |
|          | Priorato di Lewes                                  | Lewes                                     | East Sussex              | Ordine cluniacense                               | 1537                 |
|          | Convento francescano di Lichfield                  | Lichfield                                 | Staffordshire            | Ordine francescano                               | 1538                 |
|          | Abbazia di Lindisfarne                             | Lindisfarne                               | Northumberland           | Ordine di San Benedetto                          | 1536                 |
|          | Priorato di Little Malvern                         | Little Malvern                            | Worcestershire           | Ordine di San Benedetto                          | 1537                 |
|          | Abbazia di Llantarnam                              | Llantarnam                                | Gwent                    | Ordine cistercense                               | 1536                 |
|          | Priorato di Llanthony                              | Crucorney                                 | Monmouthshire            | Canonici regolari                                | 1538                 |
|          | Priorato di Llanthony Secunda                      | Hempsted                                  | Gloucestershire          | Ordine di Sant'Agostino                          | 1538                 |
|          | Convento dei frati di Austin di Londra             | Londra                                    | Greater London           | Ordine di Sant'Agostino                          | 1538                 |
|          | Abbazia di Louth Park                              | Louth                                     | Lincolnshire             | Ordine cistercense                               | 1536                 |
|          | Convento dei frati di Austin di Ludlow             | Ludlow                                    | Shropshire               | Frati di Austin                                  | 1538                 |
|          | Convento dei frati bianchi di Ludlow               | Ludlow                                    | Shropshire               | Ordine carmelitano                               | 1538                 |
|          | Abbazia di Maenan                                  | Llanddoged e Maenan                       | Conwy                    | Ordine cistercense                               | 1536                 |
|          | Abbazia di Malmesbury                              | Malmesbury                                | Wiltshire                | Ordine di San Benedetto                          | 1539                 |
|          | Abbazia di Margam                                  | Margam                                    | Neath Port Talbot        | Ordine cistercense                               | 1536                 |
|          | Abbazia di Marham                                  | Marham                                    | Norfolk                  | Ordine cistercense femminile                     | 1536                 |
|          | Priorato di Mattersey                              | Mattersey                                 | Nottinghamshire          | Ordine gilbertino                                | 1538                 |
|          | Priorato di Maxstoke                               | Maxstoke                                  | Warwickshire             | Ordine di Sant'Agostino                          | 1536                 |
|          | Abbazia di Meaux                                   | Meaux                                     | East Yorkshire           | Ordine cistercense                               | 1539                 |
|          | Abbazia di Medmenham                               | Medmenham                                 | Buckinghamshire          | Ordine cistercense                               | 1536                 |
|          | Abbazia di Merevale                                | Merevale                                  | Warwickshire             | Ordine cistercense                               | 1538                 |
|          | Priorato di Merton                                 | Merton                                    | Greater London           | Ordine di Sant'Agostino                          | 1538                 |
|          | Priorato di Michelham                              | Arlington                                 | East Sussex              | Ordine di Sant'Agostino                          | 1537                 |
|          | Abbazia di Milton                                  | Milton Abbas                              | Dorset                   | Ordine di San Benedetto                          | 1539                 |
|          | Abbazia di Minster                                 | Minster-in-Thanet                         | Kent                     | Ordine di San Benedetto                          | 1538                 |
|          | Abbazia di Minster-on-Sea                          | Minster-on-Sea                            | Kent                     | Ordine di Sant'Agostino                          | 1539                 |
|          | Abbazia delle minoresse di Santa Chiara            | Aldgate, Londra                           | Greater London           | Ordine di Santa Chiara                           | 1539                 |
|          | Abbazia di Missenden                               | Great Missenden                           | Buckinghamshire          | Ordine di Sant'Agostino                          | 1538                 |
|          | Priorato di Monks Kirby                            | Monks Kirby                               | Warwickshire             | Ordine certosino                                 | 1538                 |
|          | Abbazia di Monkwearmouth–Jarrow                    | Sunderland                                | Tyne and Wear            | Ordine di San Benedetto                          | 1536                 |
|          | Priorato di Monk Bretton                           | Lundwood                                  | South Yorkshire          | Ordine di San Benedetto                          | 1538                 |
|          | Priorato di Mount Grace                            | East Harlsey                              | North Yorkshire          | Ordine certosino                                 | 1539                 |
|          | Abbazia di Muchelney                               | Muchelney                                 | Somerset                 | Ordine di San Benedetto                          | 1538                 |
|          | Abbazia di Neath                                   | Dyffryn Clydach                           | Neath Port Talbot        | Ordine cistercense                               | 1539                 |
|          | Abbazia di Netley                                  | Hound                                     | Hampshire                | Ordine cistercense                               | 1536                 |
|          | Priorato di Newark                                 | Ripley                                    | Surrey                   | Ordine di Sant'Agostino                          | 1538                 |
|          | Abbazia di Newbo                                   | Sedgebrook                                | Lincolnshire             | Canonici regolari premostratensi                 | 1536                 |
|          | Priorato di Newburgh                               | Coxwold                                   | North Yorkshire          | Ordine di Sant'Agostino                          | 1538                 |
|          | Abbazia di Newminster                              | Morpeth                                   | Northumberland           | Ordine cistercense                               | 1537                 |
|          | Priorato di Newnham                                | Bedford                                   | Bedfordshire             | Ordine di Sant'Agostino                          | 1540                 |
|          | Abbazia di Newsham                                 | Newsham                                   | Lincolnshire             | Canonici regolari premostratensi                 | 1536                 |
|          | Abbazia di Newstead                                | Newstead                                  | Nottinghamshire          | Ordine di Sant'Agostino                          | 1539                 |
|          | Priorato di New Temple                             | Londra                                    | Greater London           | Ordine di Malta                                  | 1540                 |
|          | Priorato di Norton                                 | Runcorn                                   | Cheshire                 | Ordine di Sant'Agostino                          | 1536                 |
|          | Abbazia di Notley                                  | Long Crendon                              | Buckinghamshire          | Canonici regolari di Sant'Agostino               | 1538                 |
|          | Convento dei carmelitani di Nottingham             | Nottingham                                | Nottinghamshire          | Ordine carmelitano                               | 1539                 |
|          | Piorato di Nun Appleton                            | Appleton Roebuck                          | North Yorkshire          | Ordine cistercense                               | 1539                 |
|          | Piorato di Nun Monkton                             | Nun Monkton                               | North Yorkshire          | Ordine di San Benedetto                          | 1536                 |
|          | Priorato di Nuneaton                               | Nuneaton                                  | Warwickshire             | Ordine di San Benedetto                          | 1539                 |
|          | Abbazia di Osney                                   | Osney                                     | Oxfordshire              | Canonici regolari di Sant'Agostino               | 1539                 |
|          | Abbazia di Owston                                  | Owston                                    | Leicestershire           | Canonici regolari                                | 1536                 |
|          | Priorato di Pontefract                             | Pontefract                                | West Yorkshire           | Ordine cluniacense                               | 1540                 |
|          | Priorato di Penmon                                 | Llangoed                                  | Anglesey                 | Ordine di Sant'Agostino                          | 1538                 |
|          | Priorato di Pentney                                | Pentney                                   | Norfolk                  | Ordine di Sant'Agostino                          | 1537                 |
|          | Priorato di Penwortham                             | Penwortham                                | Lancashire               | Ordine di San Benedetto                          | 1538                 |
|          | Abbazia di Pershore                                | Pershore                                  | Worcestershire           | Ordine di San Benedetto                          | 1539                 |
|          | Abbazia di Peterborough                            | Peterborough                              | Cambridgeshire           | Ordine di San Benedetto                          | 1541                 |
|          | Abbazia di Polesworth                              | Polesworth                                | North Warwickshire       | Ordine di San Benedetto                          | 1536                 |
|          | Priorato di Prittlewell                            | Prittlewell                               | Essex                    | Ordine cluniacense                               | 1536                 |
|          | Abbazia di Quarr                                   | Fishbourne                                | Isola di Wight           | Ordine cistercense                               | 1536                 |
|          | Abbazia di Ramsey                                  | Ramsey                                    | Cambridgeshire           | Ordine di San Benedetto                          | 1537                 |
|          | Abbazia di Ranton                                  | Ranton                                    | Staffordshire            | Ordine di Sant'Agostino                          | 1536                 |
|          | Abbazia di Reading                                 | Reading                                   | Berkshire                | Ordine cluniacense                               | 1538                 |
|          | Priorato di Reigate                                | Reigate                                   | Surrey                   | Ordine di Sant'Agostino                          | 1535                 |
|          | Priorato di Repton                                 | Repton                                    | Derbyshire               | Ordine di Sant'Agostino                          | 1538                 |
|          | Abbazia di Revesby                                 | Revesby                                   | Lincolnshire             | Ordine cistercense                               | 1538                 |
|          | Abbazia di Rewley                                  | Oxford                                    | Oxfordshire              | Ordine cistercense                               | 1539                 |
|          | Abbazia di Rievaulx                                | Rievaulx                                  | North Yorkshire          | Ordine cistercense                               | 1538                 |
|          | Abbazia di Robertsbridge                           | Robertsbridge                             | East Sussex              | Ordine cistercense                               | 1538                 |
|          | Abbazia di Roche                                   | Maltby                                    | South Yorkshire          | Ordine cistercense                               | 1538                 |
|          | Abbazia di Romsey                                  | Romsey                                    | Hampshire                | Ordine di San Benedetto                          | 1539                 |
|          | Abbazia di Rufford                                 | Rufford                                   | Nottinghamshire          | Ordine cistercense                               | 1536                 |
|          | Abbazia di Rushen                                  | Malew                                     | Isola di Man             | Ordine cistercense                               | 1540                 |
|          | Abbazia di Sawley                                  | Sawley                                    | Lancashire               | Ordine cistercense                               | 1536                 |
|          | Abbazia di Selby                                   | Selby                                     | North Yorkshire          | Ordine di San Benedetto                          | 1539                 |
|          | Priorato di Sempringham                            | Sempringham                               | Lincolnshire             | Ordine gilbertino                                | 1538                 |
|          | Abbazia di Shaftesbury                             | Shaftesbury                               | Dorset                   | Ordine di San Benedetto                          | 1539                 |
|          | Abbazia di Shap                                    | Shap Rural                                | Cumbria                  | Canonici regolari premostratensi                 | 1540                 |
|          | Priorato di Sheen                                  | Richmond upon Thames                      | Greater London           | Ordine certosino                                 | 1539                 |
|          | Priorato di Shelford                               | Shelford                                  | Nottinghamshire          | Ordine di Sant'Agostino                          | 1536                 |
|          | Abbazia di Sherborne                               | Sherborne                                 | Dorset                   | Ordine di San Benedetto                          | 1539                 |
|          | Abbazia di Shrewsbury                              | Shrewsbury                                | Shropshire               | Ordine di San Benedetto                          | 1540                 |
|          | Priorato di Shulbrede                              | Linchmere                                 | West Sussex              | Ordine di Sant'Agostino                          | 1537                 |
|          | Abbazia di Sibton                                  | Yoxford                                   | Suffolk                  | Ordine cistercense                               | 1536                 |
|          | Abbazia di Sant'Albans                             | St Albans                                 | Hertfordshire            | Ordine di San Benedetto                          | 1539                 |
|          | Priorato di Sant'Andrea                            | Rochester                                 | Kent                     | Ordine di San Benedetto                          | 1540                 |
|          | Priorato di Sant'Anna                              | Coventry                                  | West Midlands            | Ordine certosino                                 | 1539                 |
|          | Abbazia di Sant'Agostino                           | Bristol                                   | Sud Ovest                | Ordine di Sant'Agostino                          | 1539                 |
|          | Abbazia di Sant'Agostino                           | Canterbury                                | Kent                     | Ordine di San Benedetto                          | 1538                 |
|          | Priorato di San Bartolomeo il Grande in Smithfield | Smithfield, Londra                        | Greater London           | Ordine di Sant'Agostino                          | 1539                 |
|          | Abbazia di San Benedetto di Holme                  | Holme-next-the-Sea                        | Norfolk                  | Ordine di San Benedetto                          | 1540                 |
|          | Priorato di San Botulfo                            | Colchester                                | Essex                    | Ordine di Sant'Agostino                          | 1536                 |
|          | Priorato di San Bees                               | St Bees                                   | Cumbria                  | Ordine di San Benedetto                          | 1539                 |
|          | Priorato di San Faith                              | Horsham St Faith e Newton St Faith        | Norfolk                  | Ordine di San Benedetto                          | 1536                 |
|          | Priorato di San Gregorio in Canterbury             | Canterbury                                | Kent                     | Ordine di Sant'Agostino                          | 1535                 |
|          | Priorato di Sant'Elena in Bishopsgate              | Bishopsgate, Londra                       | Greater London           | Ordine di San Benedetto                          | 1538                 |
|          | Priorato di San Giacomo in Derby                   | Derby                                     | Derbyshire               | Ordine cluniacense                               | 1536                 |
|          | Priorato di San Giovanni Battista in Andover       | Andover                                   | Hampshire                | Ordine di San Benedetto                          | 1538                 |
|          | Priorato di San Leonardo                           | Bromley-by-Bow, Londra                    | Greater London           | Ordine di San Benedetto                          | 1536                 |
|          | Priorato di San Leonardo                           | Stamford                                  | Lincolnshire             | Ordine di San Benedetto                          | 1538                 |
|          | Priorato di Santa Maria di Coventry                | Coventry                                  | West Midlands            | Ordine di San Benedetto                          | 1539                 |
|          | Abbazia di Santa Maria di Kenilworth               | Kenilworth                                | Warwickshire             | Ordine di Sant'Agostino                          | 1538                 |
|          | Priorato di Santa Margherita                       | King's Lynn                               | Norfolk                  | Ordine di San Benedetto                          | 1539                 |
|          | Abbazia di Santa Maria in York                     | York                                      | North Yorkshire          | Ordine di San Benedetto                          | 1539                 |
|          | Priorato di Santa Maria in Coventry                | Coventry                                  | Warwickshire             | Ordine di San Benedetto                          | 1539                 |
|          | Abbazia di Santa Maria in Winchester               | Winchester                                | Hampshire                | Ordine di San Benedetto                          | 1539                 |
|          | Priorato di San Nicola                             | Exeter                                    | Devon                    | Ordine di San Benedetto                          | 1536                 |
|          | Priorato di Sant'Olaf                              | St Olaves                                 | Norfolk                  | Ordine di Sant'Agostino                          | 1536                 |
|          | Priorato di Santa Osgyth                           | St Osyth                                  | Essex                    | Ordine di Sant'Agostino                          | 1539                 |
|          | Abbazia di San Pietro in Gloucester                | Gloucester                                | Gloucestershire          | Ordine di San Benedetto                          | 1540                 |
|          | Abbazia di Santa Radegonda                         | Hougham Without                           | Kent                     | Canonici regolari premostratensi                 | 1538                 |
|          | Priorato di San Svitino                            | Winchester                                | Hampshire                | Ordine di San Benedetto                          | 1539                 |
|          | Abbazia di Santa Werburga in Chester               | Chester                                   | Cheshire                 | Ordine di San Benedetto                          | 1538                 |
|          | Convento dei frati grigi di Stamford               | Stamford                                  | Lincolnshire             | Ordine francescano                               | 1538                 |
|          | Priorato di Snelshall                              | Whaddon                                   | Buckinghamshire          | Ordine di San Benedetto                          | 1535                 |
|          | Priorato di Stainfield                             | Stainfield                                | Lincolnshire             | Ordine di San Benedetto                          | 1536                 |
|          | Abbazia di Stoneleigh                              | Stoneleigh                                | Warwickshire             | Ordine cistercense                               | 1535                 |
|          | Abbazia di Strata Florida                          | Ystrad Fflur                              | Ceredigion               | Ordine cistercense                               | 1539                 |
|          | Abbazia di Stratford Langthorne                    | West Ham                                  | Greater London           | Ordine cistercense                               | 1538                 |
|          | Priorato di Sopwell                                | St Albans                                 | Hertfordshire            | Ordine di San Benedetto                          | 1539                 |
|          | Priorato di Stone                                  | Stone                                     | Staffordshire            | Ordine di Sant'Agostino                          | 1537                 |
|          | Priorato di Studley                                | Studley                                   | Warwickshire             | Ordine di Sant'Agostino                          | 1536                 |
|          | Priorato di Southwark                              | Southwark, Londra                         | Greater London           | Ordine di Sant'Agostino                          | 1538                 |
|          | Priorato di Southwick                              | Southwick e Portchester                   | Hampshire                | Canonici regolari                                | 1538                 |
|          | Abbazia di Swineshead                              | Swineshead                                | Lincolnshire             | Ordine cistercense                               | 1536                 |
|          | Precettoria di Swingfield                          | Folkestone                                | Kent                     | Ospitalieri di San Giovanni di Gerusalemme       | 1540                 |
|          | Abbazia di Syon                                    | Heston e Isleworth                        | Greater London           | Ordine del Santissimo Salvatore di Santa Brigida | 1539                 |
|          | Abbazia di Talley                                  | Talley                                    | Carmarthenshire          | Canonici regolari premostratensi                 | 1536                 |
|          | Abbazia di Tarrant                                 | Tarrant Crawford                          | Dorset                   | Ordine cistercense femminile                     | 1539                 |
|          | Priorato di Taunton                                | Taunton                                   | Somerset                 | Ordine di Sant'Agostino                          | 1539                 |
|          | Abbazia di Tavistock                               | Tavistock                                 | Devon                    | Ordine di San Benedetto                          | 1539                 |
|          | Precettoria di Temple Bruer                        | Temple Bruer                              | Lincolnshire             | Cavalieri Ospitalieri                            | 1538                 |
|          | Abbazia di Tewkesbury                              | Tewkesbury                                | Gloucestershire          | Ordine di San Benedetto                          | 1539                 |
|          | Priorato di Thetford                               | Thetford                                  | Norfolk                  | Ordine cluniacense                               | 1540                 |
|          | Abbazia di Thorney                                 | Thorney                                   | Cambridgeshire           | Ordine di San Benedetto                          | 1539                 |
|          | Priorato di Thornholme                             | Broughton                                 | Lincolnshire             | Ordine di Sant'Agostino                          | 1536                 |
|          | Abbazia di Thornton                                | Thornton Curtis                           | Lincolnshire             | Ordine di Sant'Agostino                          | 1539                 |
|          | Priorato di Thurgarton                             | Thurgarton                                | Nottinghamshire          | Canonici regolari                                | 1538                 |
|          | Abbazia di Tintern                                 | Tintern                                   | Monmouthshire            | Ordine cistercense                               | 1536                 |
|          | Abbazia di Titchfield                              | Fareham                                   | Hampshire                | Canonici regolari premostratensi                 | 1537                 |
|          | Abbazia di Torre                                   | Torquay                                   | Devon                    | Canonici regolari premostratensi                 | 1539                 |
|          | Priorato di Trentham                               | Trentham                                  | Staffordshire            | Ordine di Sant'Agostino                          | 1537                 |
|          | Abbazia di Tupholme                                | Tupholme                                  | Lincolnshire             | Canonici regolari premostratensi                 | 1536                 |
|          | Priorato di Tutbury                                | Tutbury                                   | Staffordshire            | Ordine di San Benedetto                          | 1538                 |
|          | Priorato di Tynemouth                              | Tynemouth                                 | Tyne and Wear            | Ordine di San Benedetto                          | 1538                 |
|          | Priorato di Ulverscroft                            | Ulverscroft                               | Leicestershire           | Canonici regolari                                | 1539                 |
|          | Priorato di Usk                                    | Usk                                       | Monmouthshire            | Ordine di San Benedetto                          | 1536                 |
|          | Abbazia di Vale Royal                              | Whitegate e Marton                        | Cheshire                 | Ordine cistercense                               | 1538                 |
|          | Abbazia di Valle Crucis                            | Llantysilio                               | Denbighshire             | Ordine cistercense                               | 1537                 |
|          | Abbazia di Walden                                  | Saffron Walden                            | Essex                    | Ordine di San Benedetto                          | 1538                 |
|          | Convento francescano di Walsingham                 | Walsingham                                | Norfolk                  | Ordine francescano                               | 1538                 |
|          | Priorato di Walsingham                             | Walsingham                                | Norfolk                  | Canonici regolari                                | 1538                 |
|          | Abbazia di Waltham                                 | Waltham Abbey                             | Essex                    | Canonici regolari                                | 1540                 |
|          | Abbazia di Warden                                  | Old Warden                                | Bedfordshire             | Ordine cistercense                               | 1537                 |
|          | Abbazia di Waverley                                | Farnham                                   | Surrey                   | Ordine cistercense                               | 1536                 |
|          | Abbazia di Welbeck                                 | Welbeck                                   | Nottinghamshire          | Canonici regolari premostratensi                 | 1538                 |
|          | Priorato di Wenlock                                | Much Wenlock                              | Shropshire               | Ordine cluniacense                               | 1540                 |
|          | Abbazia di West Dereham                            | West Dereham                              | Norfolk                  | Canonici regolari premostratensi                 | 1539                 |
|          | Abbazia di West Malling                            | West Malling                              | Kent                     | Ordine di San Benedetto                          | 1538                 |
|          | Abbazia di Westminster                             | Westminster, Londra                       | Greater London           | Ordine di San Benedetto                          | 1539                 |
|          | Priorato di Wetheral                               | Wetheral                                  | Cumbria                  | Ordine di San Benedetto                          | 1538                 |
|          | Abbazia di Whalley                                 | Whalley                                   | Lancashire               | Ordine cistercense                               | 1537                 |
|          | Abbazia di Whitby                                  | Whitby                                    | North Yorkshire          | Ordine di San Benedetto                          | 1540                 |
|          | Priorato dei frati bianchi di Londra               | Londra                                    | Greater London           | Ordine carmelitano                               | 1540                 |
|          | Abbazia di Whitland                                | Llanboidy                                 | Carmarthenshire          | Ordine cistercense                               | 1539                 |
|          | Abbazia di Wilton                                  | Wilton                                    | Wiltshire                | Ordine di San Benedetto                          | 1539                 |
|          | Abbazia di Wimborne                                | Wimborne Minster                          | Dorset                   | Ordine di San Benedetto                          | 1536                 |
|          | Priorato di Witham                                 | Witham Friary                             | Somerset                 | Ordine certosino                                 | 1539                 |
|          | Abbazia di Woburn                                  | Woburn                                    | Bedfordshire             | Ordine cistercense                               | 1538                 |
|          | Priorato di Woodspring                             | Kewstoke                                  | Somerset                 | Ordine di Sant'Agostino                          | 1536                 |
|          | Priorato di Worcester                              | Worcester                                 | Worcestershire           | Ordine di San Benedetto                          | 1540                 |
|          | Priorato di Worksop                                | Worksop                                   | Nottinghamshire          | Ordine di Sant'Agostino                          | 1539                 |
|          | Priorato di Wroxall                                | Wroxall                                   | Warwickshire             | Ordine di San Benedetto                          | 1536                 |
|          | Abbazia di Wroxton                                 | Wroxton                                   | Oxfordshire              | Ordine di Sant'Agostino                          | 1536                 |
|          | Abbazia di Wymondham                               | Wymondham                                 | Norfolk                  | Ordine di San Benedetto                          | 1538                 |
|          | Precettorato di Yeaveley                           | Yeaveley                                  | Derbyshire               | Cavalieri ospitalieri                            | 1540                 |